# José Luis Naccaro
José Luis Naccaro es un deportista argentino que compitió en judo. Ganó una medalla de bronce en el Campeonato Panamericano de Judo de 1972, en la categoría de –63 kg.

## Palmarés internacional
| Campeonato Panamericano | Campeonato Panamericano  | Campeonato Panamericano | Campeonato Panamericano |
| Año                     | Lugar                    | Medalla                 | Categoría               |
| ----------------------- | ------------------------ | ----------------------- | ----------------------- |
| 1972                    | Buenos Aires (Argentina) | Medalla de bronce       | –63 kg                  |